# متحف الحفريات والمعادن
متحف الحفريات والمعادن هو متحف في مدينة مليلية الإسبانية يقع في Parque Granja Escuela Rey Felipe VI وبالتحديد في مركز “Ingeniero Ramón Gavilán” لتفسير الطبيعة .  

## تاريخ
أنشأتها مدينة مليلية المتمتعة بالحكم الذاتي في عام 2015، بعد استحواذ المدينة على قطع من مجموعة خاصة تم توسيعها لاحقًا من خلال التبرع وشراء عينات جديدة من أجل استكمال عائلات مختلفة للمساعدة في الدراسة وفهم الحياة طوال عصور ما قبل التاريخ.  

## محتويات
حاليا، يضم متحف الحفريات والمعادن بمليلية 130 قطعة تغطي العصور الجيولوجية المختلفة، بدءا من الستروماتوليت ، والجونياتيت ، والأورثوسيراس ، وثلاثية الفصوص ... إلى الرخويات الحديثة. وهي عبارة عن مجموعة تتكون أساسًا من بقايا حيوانات ذات أصل بحري.  

## روابط خارجية
- متحف الحفريات والمعادن